# St. Laurentius (Ziethen)

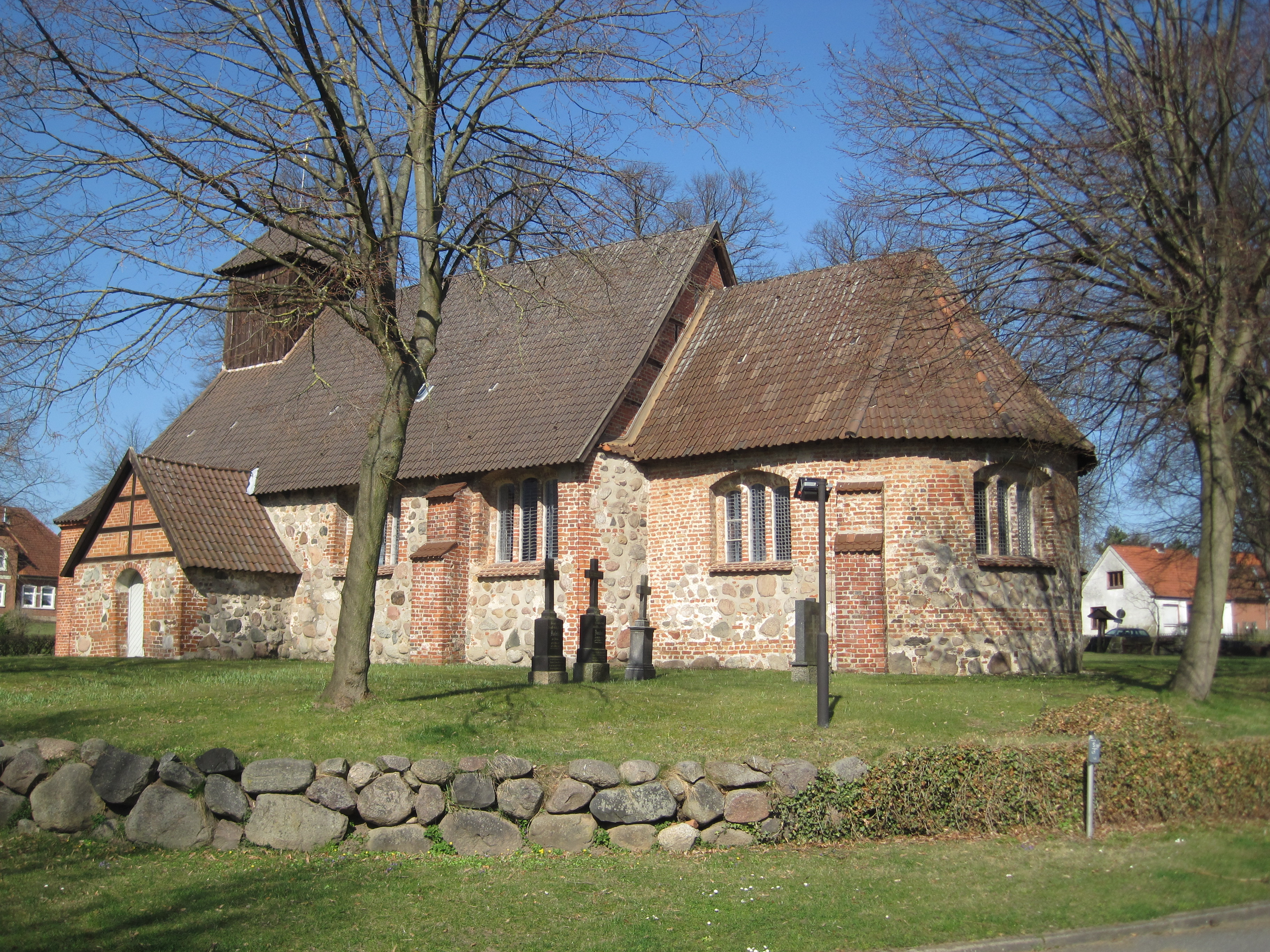
St. Laurentius in Ziethen von Südosten (2012)

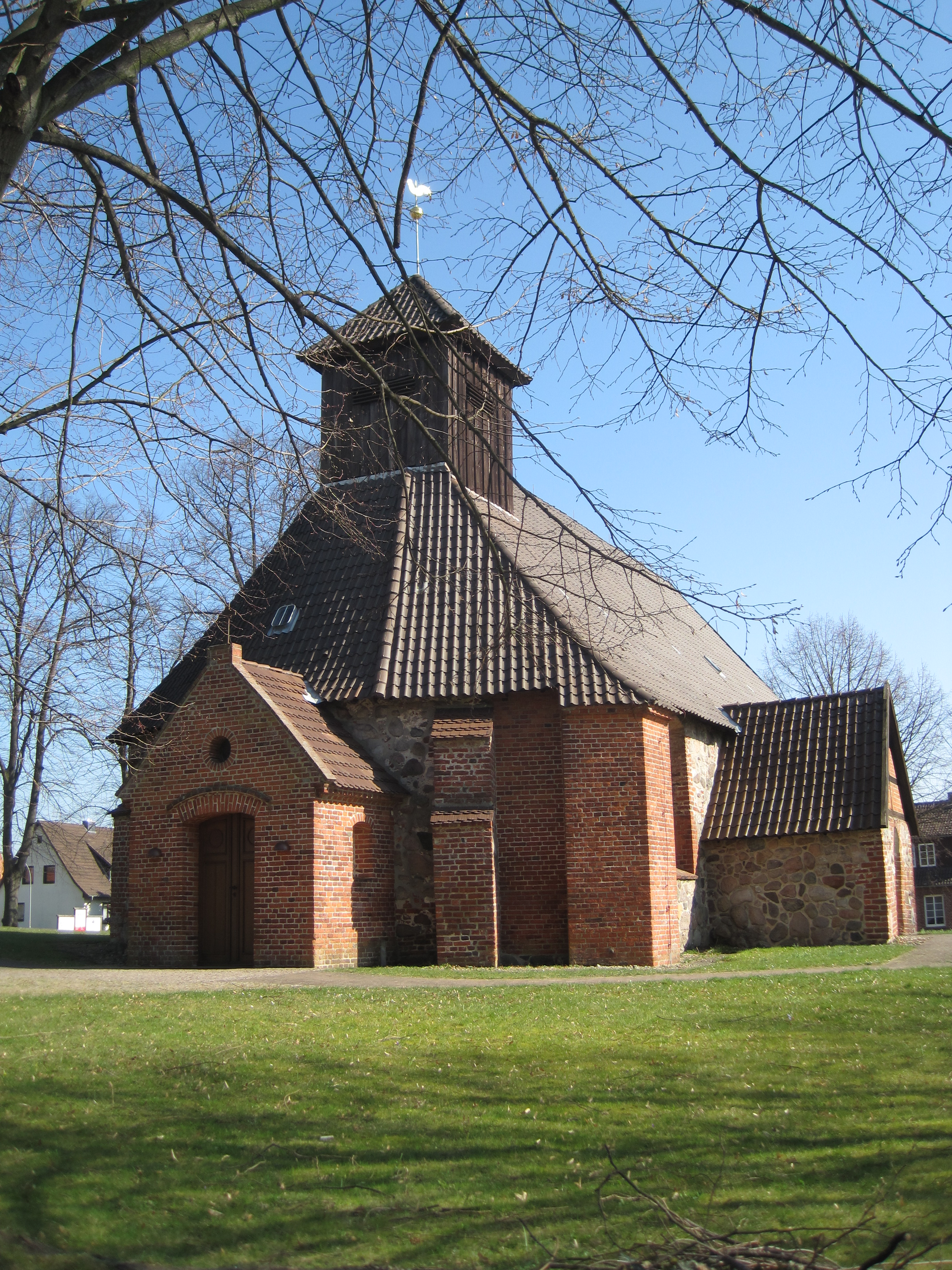
Turm und Eingang (2012)

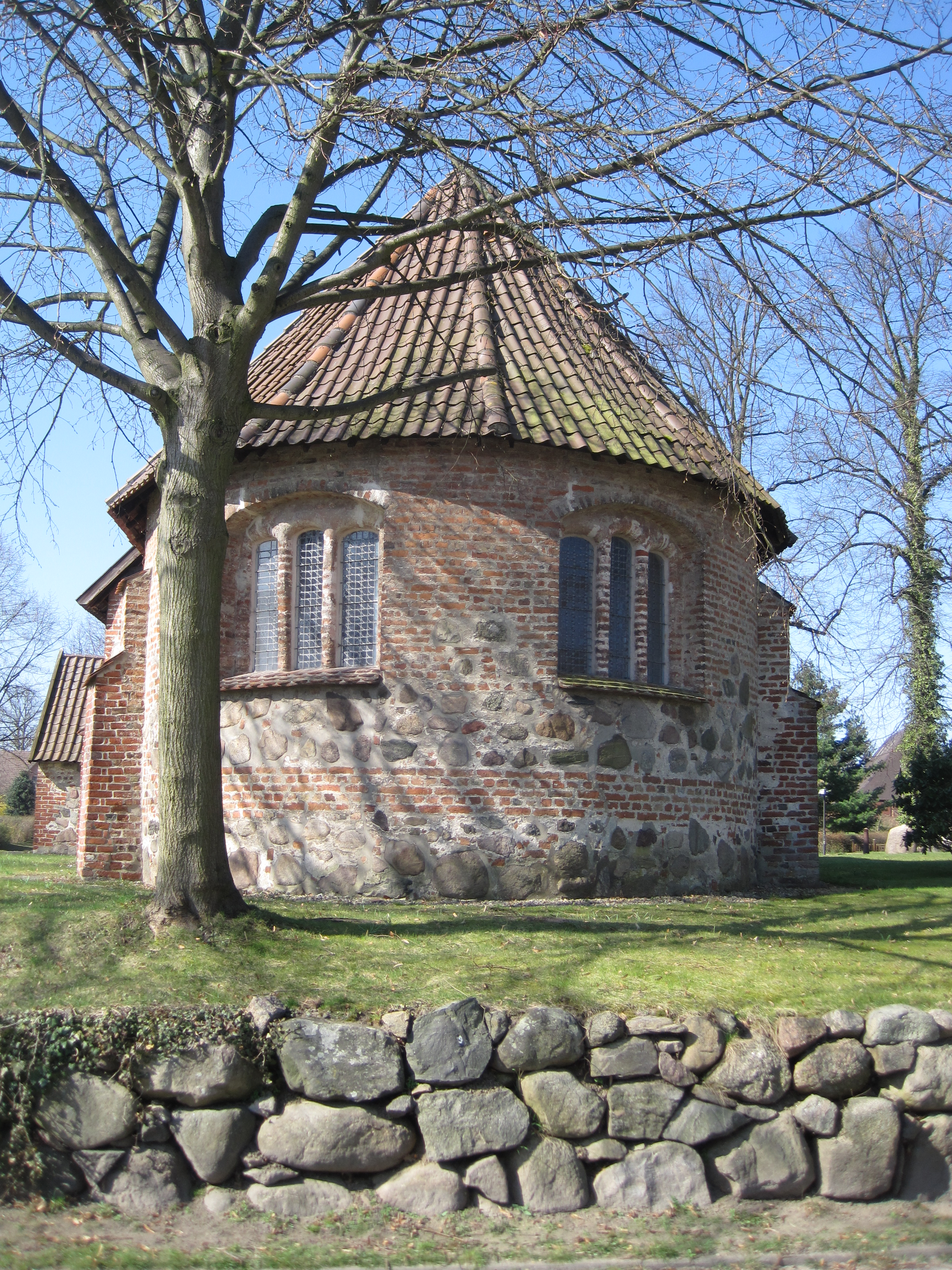
Apsis und Kirchhofmauer von 1600 (2012)

St. Laurentius ist ein als Kulturdenkmal geschütztes Renaissance-Kirchengebäude in Ziethen, Kreis Herzogtum Lauenburg. Die gleichnamige Kirchengemeinde gehört heute zum Kirchenkreis Lübeck-Lauenburg der Evangelisch-Lutherischen Kirche in Norddeutschland.

## Geschichte und Architektur
Ziethen gehörte zur Grundausstattung (Tafelgut) des Stifts Ratzeburg durch Heinrich den Löwen im Jahr 1158. Bei der Teilung der Stiftsgüter 1194 wurde Ziethen dem Domkapitel zugesprochen. Hier stand eine Kapelle unter dem Patrozinium des heiligen Diakons Laurentius, die anfänglich der Kirche St. Georg auf dem Berge, dann ab 1230 der Ratzeburger Stadtkirche St. Petri zugeordnet war.
1481 verfallen und auch mit Hilfe der Einnahmen eines Ablassbriefes wieder aufgebaut, war die Kapelle Ende des 16. Jahrhunderts wieder in einem baufälligen Zustand. Der Dompropst Ludolf von Schack ließ sie 1591 abbrechen und errichtete bis 1595 auf eigene Kosten einen größeren Neubau. Dieser sollte nach seinem Willen zugleich seine Grablege und eine eigene Pfarrkirche werden. Dafür wurde bis 1599 aus Ziethen, Hof und Dorf Mechow, Wietingsbek und einem Teil der Bäk, wo von Schack Mühlen hatte einrichten lassen, ein eigenes Kirchspiel gebildet. Mit dem Stiftsgebiet wurde Ziethen Teil des Fürstentums Ratzeburg und kam damit 1701 an Mecklenburg-Strelitz.
Die Kirche am Dorfanger ist ein langgestreckter, einschiffiger Feldstein-Bau aus mit einem in dieser Gegend seltenen runden Chorschluss. Der Chor war einst gewölbt, hat aber heute ebenso wie das Kirchenschiff eine Holzbalkendecke. Vor dem Südportal befindet sich eine kleine Vorhalle und auf dem westlichen Ende des Daches sitzt ein kleiner quadratischer Turm als Dachreiter. Das Kirchenschiff ist 18,85 m lang und zwischen 8,35 m (im Westen) und 8,75 m (im Osten) breit und hat eine Raumhöhe von 5 m. Der Chor ist 6,80 m lang und 6,62 m breit. Die Nordwand musste nach massiven Schäden im Dreißigjährigen Krieg, wo die Kirche 1644 durchziehenden schwedischen Truppen als Pferdestall diente, erneuert werden, wobei 1651 auch das offenbar ebenfalls schadhafte Chorgewölbe herausgenommen wurde. Bis 1655 wurde auch die Kanzel erneuert und eine neue Altartafel errichtet. Am Ende des 18. Jahrhunderts erhielt die Kirche zwei stabilisierende Strebepfeiler an der Südseite.
1976 erfolgte eine Restaurierung der Kirche.

## Ausstattung
Das älteste Stück der Ausstattung ist eine holzgeschnitzte Statue des Heiligen Ansverus aus dem 15. Jahrhundert. Die drei Steine symbolisieren seine Steinigung bei Einhaus.
Auf den wohl noch gotischen, gemauerten Altartisch wurde 1651 ein Retabel von Gebhard Jürgen Titge oder aus dessen Werkstatt gesetzt. Das Hauptbild zeigt die Kreuzigung, darüber die Auferstehung und in der Predella das Abendmahl Jesu, eingefasst von je einem toskanischen Säulenpaar und Verzierungen im Knorpelstil.
Die Kanzel aus der Erbauungszeit der Kirche erhielt 1655 einen neuen Schalldeckel, der nicht erhalten ist, und wurde mehrfach überarbeitet und übermalt. Sie ist mit Bibelversen geschmückt.
Der sechseckige Taufstein aus Marmor wurde 1651 aufgestellt. Sein Fuß und die ihn umgebenden Schranken wurden 1806/07 zerstört. Zum Taufstein gehört eine Taufschale aus Messing, die vermutlich in der Messingmühle auf der Bäk hergestellt wurde.
Ebenfalls aus dem 19. Jahrhundert stammt der Kronleuchter aus venezianischem Glas, der der Kirche von der Frau des Lübecker Weinhändlers Jacob Ludwig Bruhns gestiftet worden war.
Ludolf Schack ließ sich vor dem Altar unter einer steinernen Grabplatte mit seiner Ganzfigur und einer umlaufenden Inschrift beisetzen. Der Grabstein ist jetzt neben der Kanzel aufgerichtet.

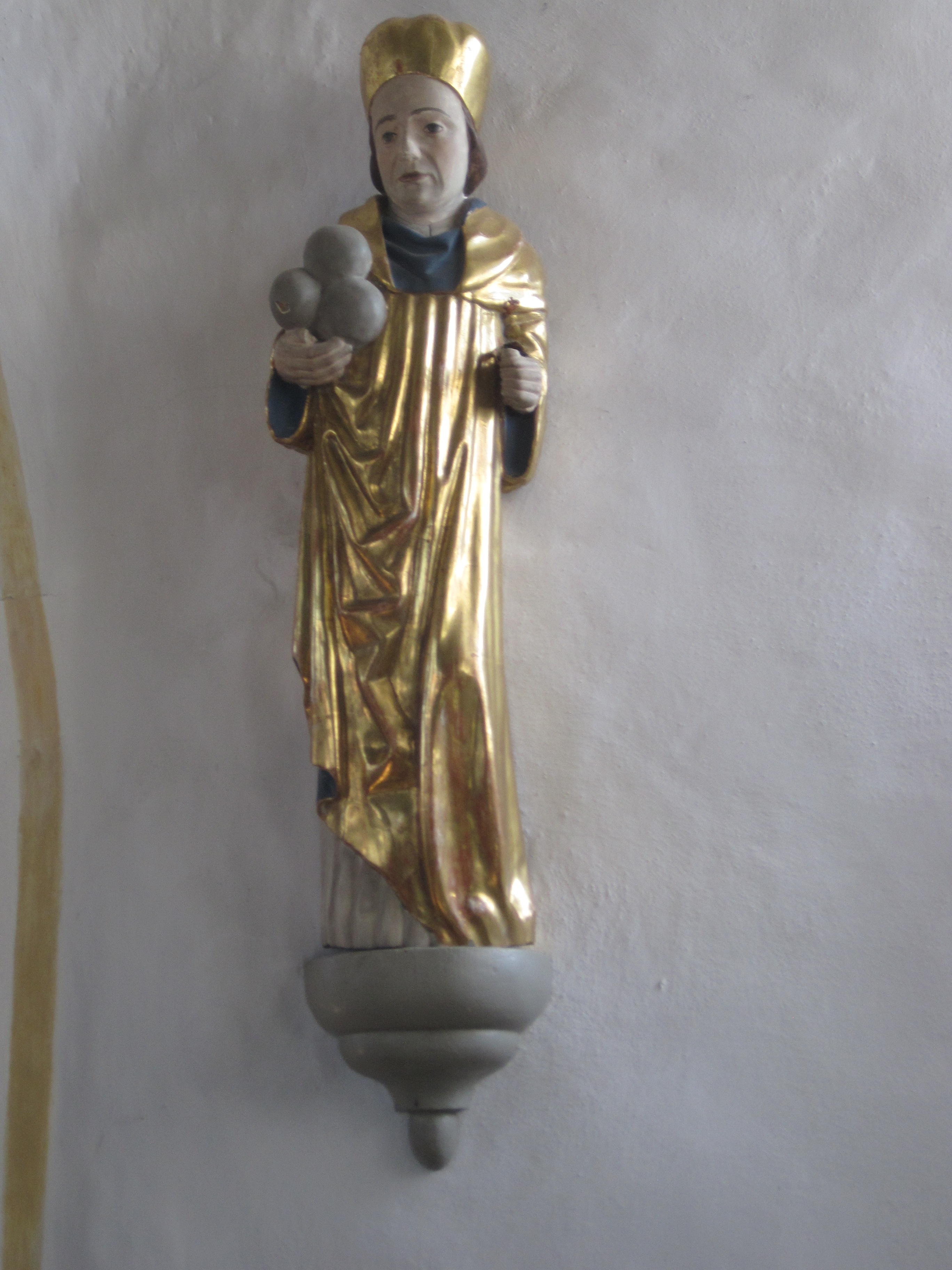
Ansverus-Statue
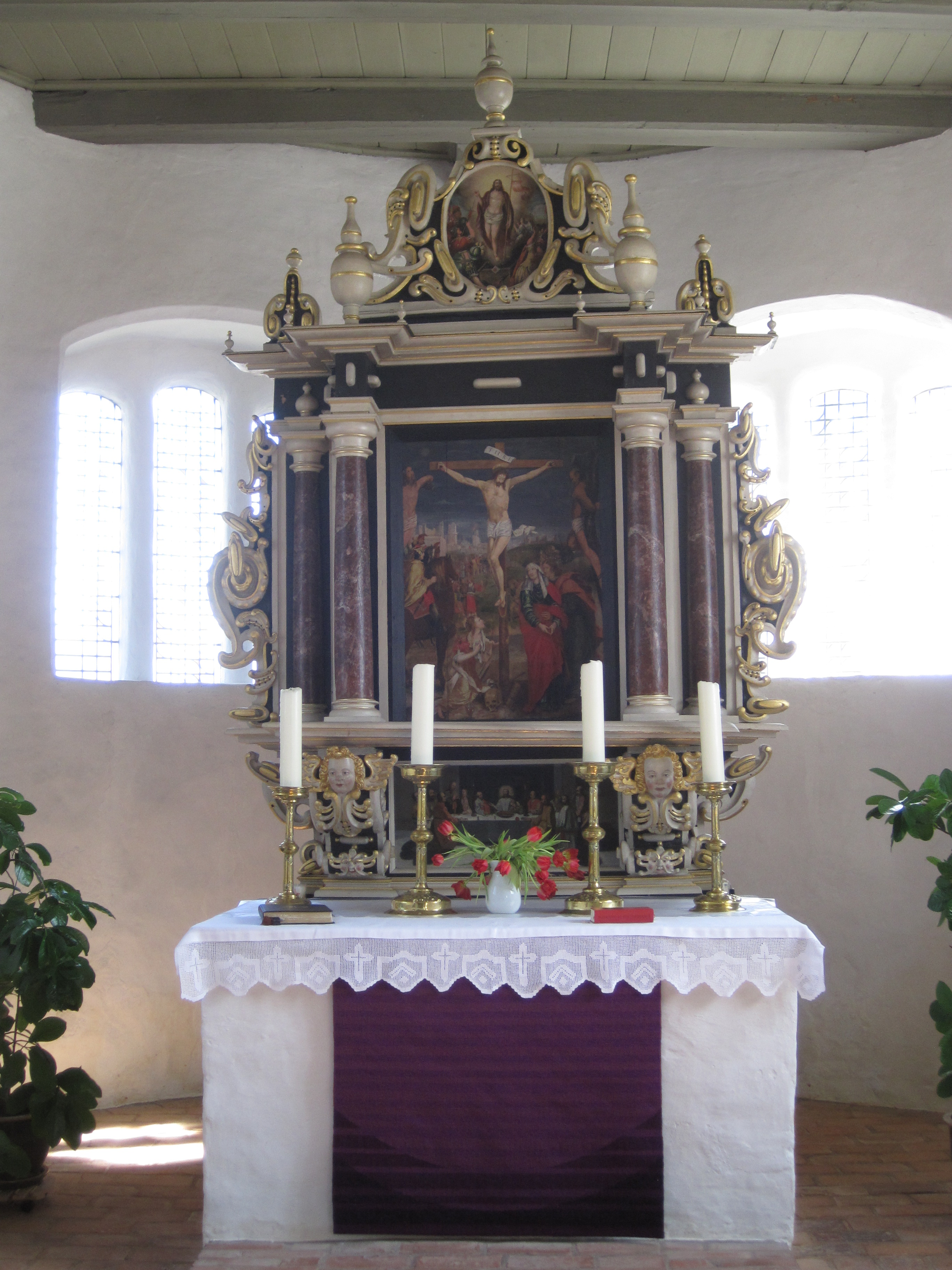
Altar
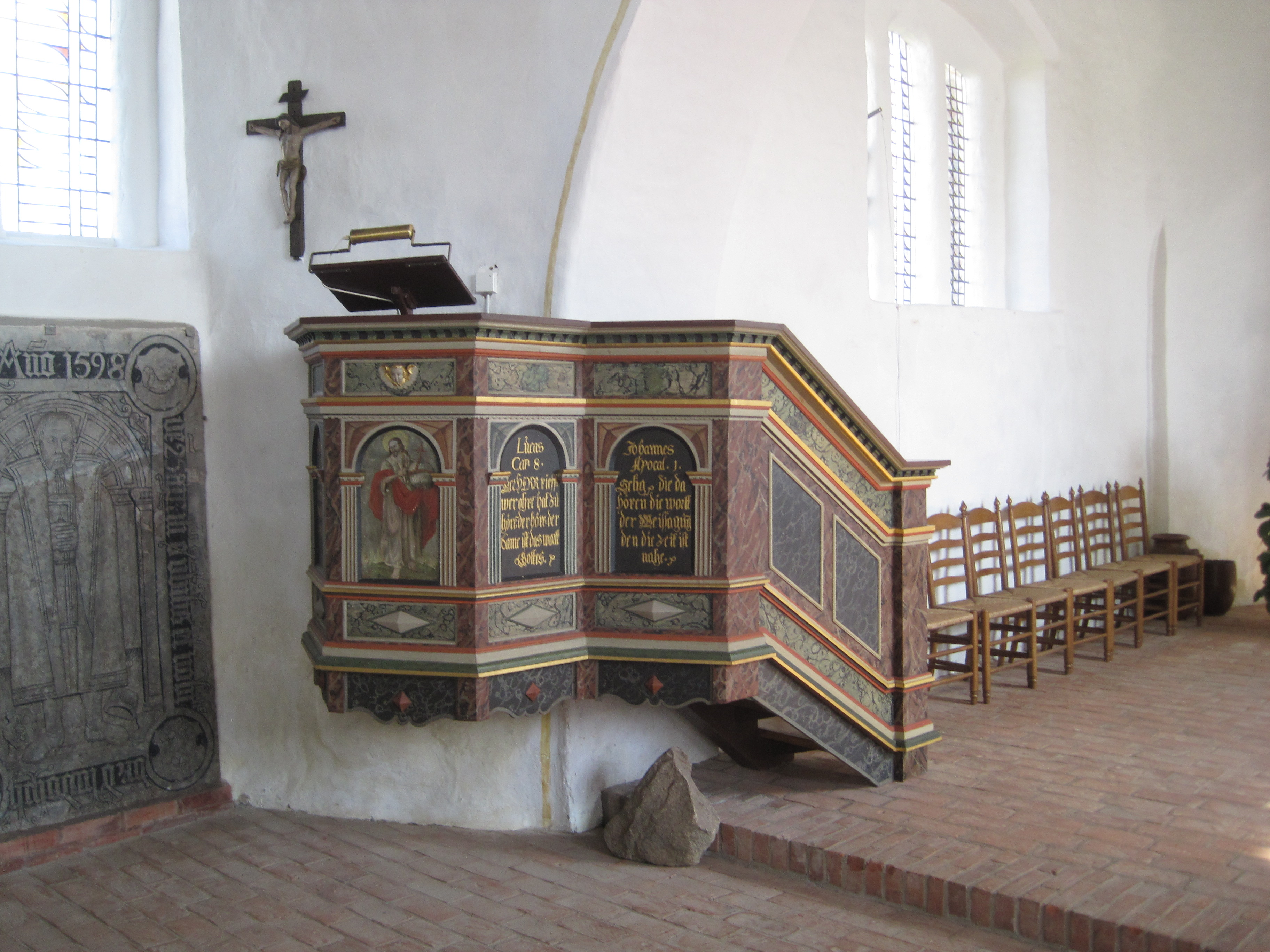
Kanzel
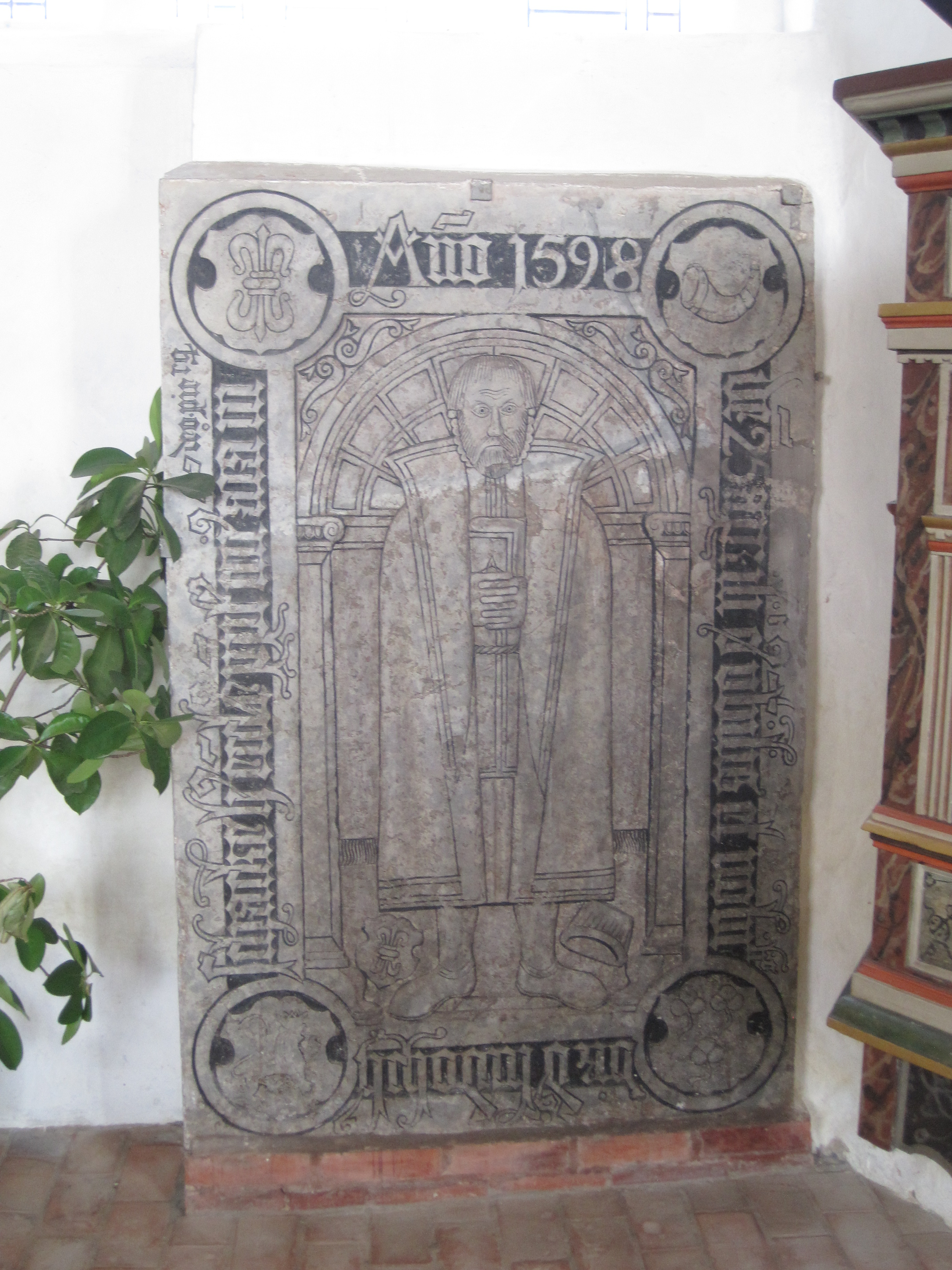
Grabplatte Schack
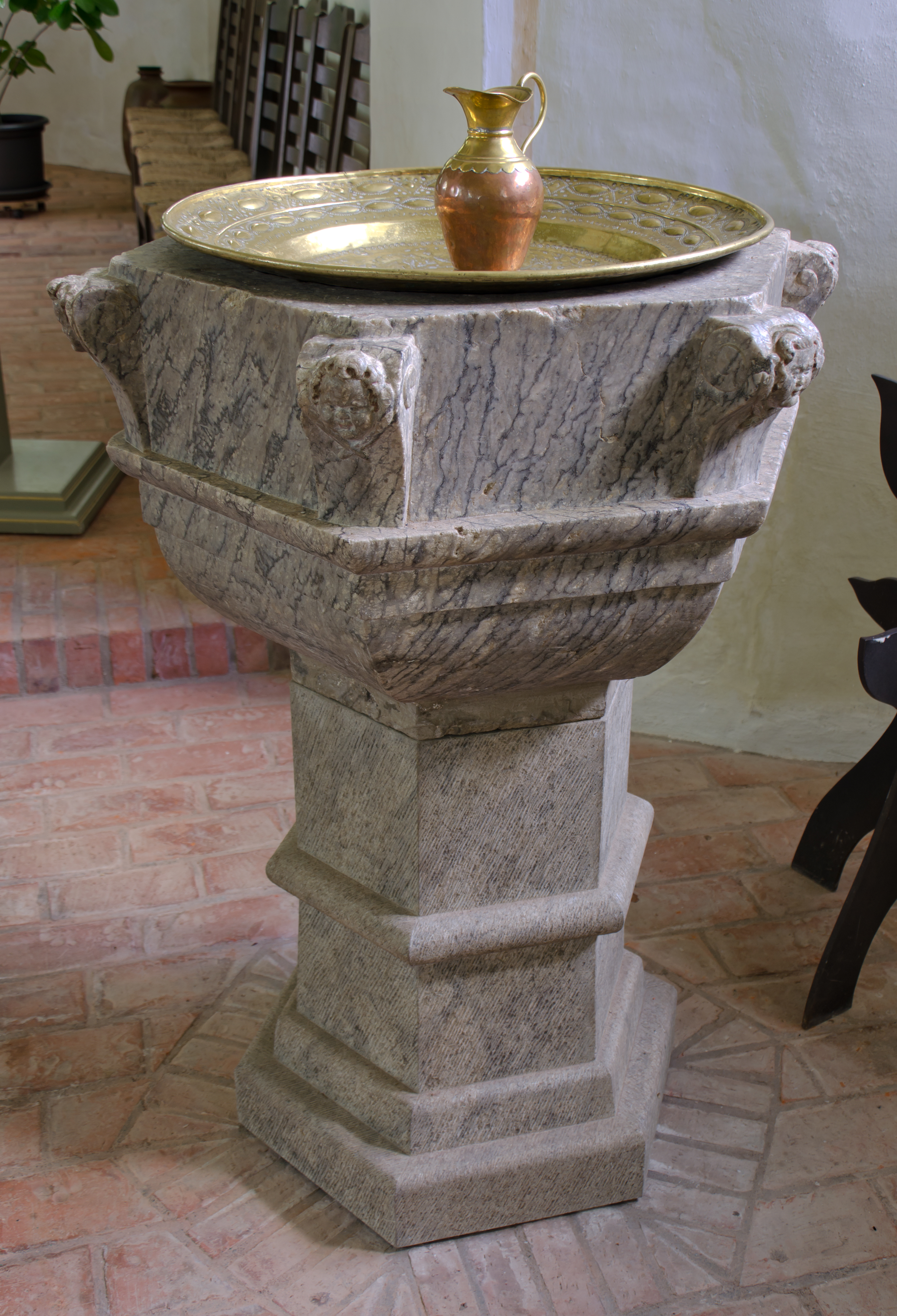
Taufstein
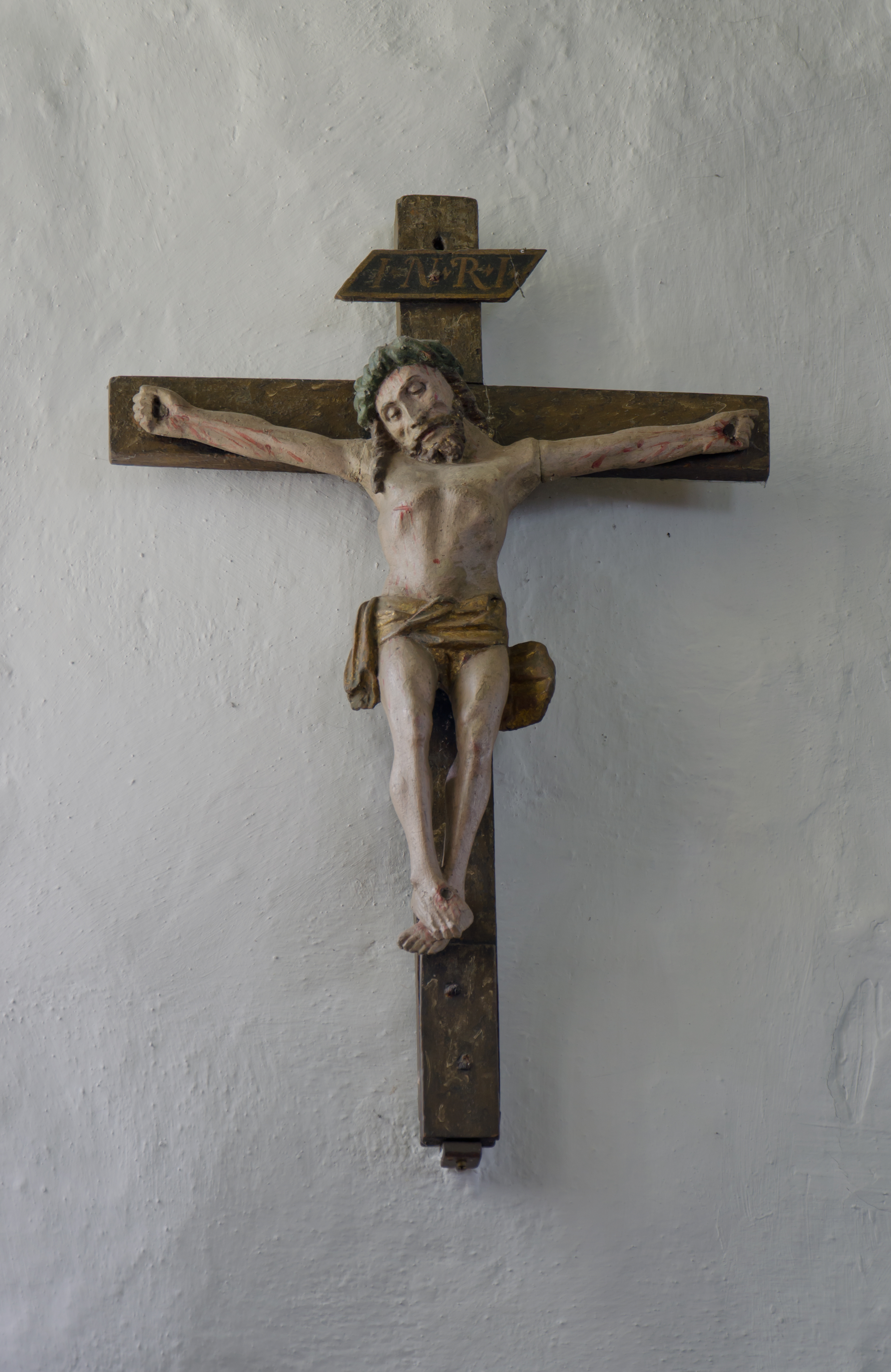
Kruzifix
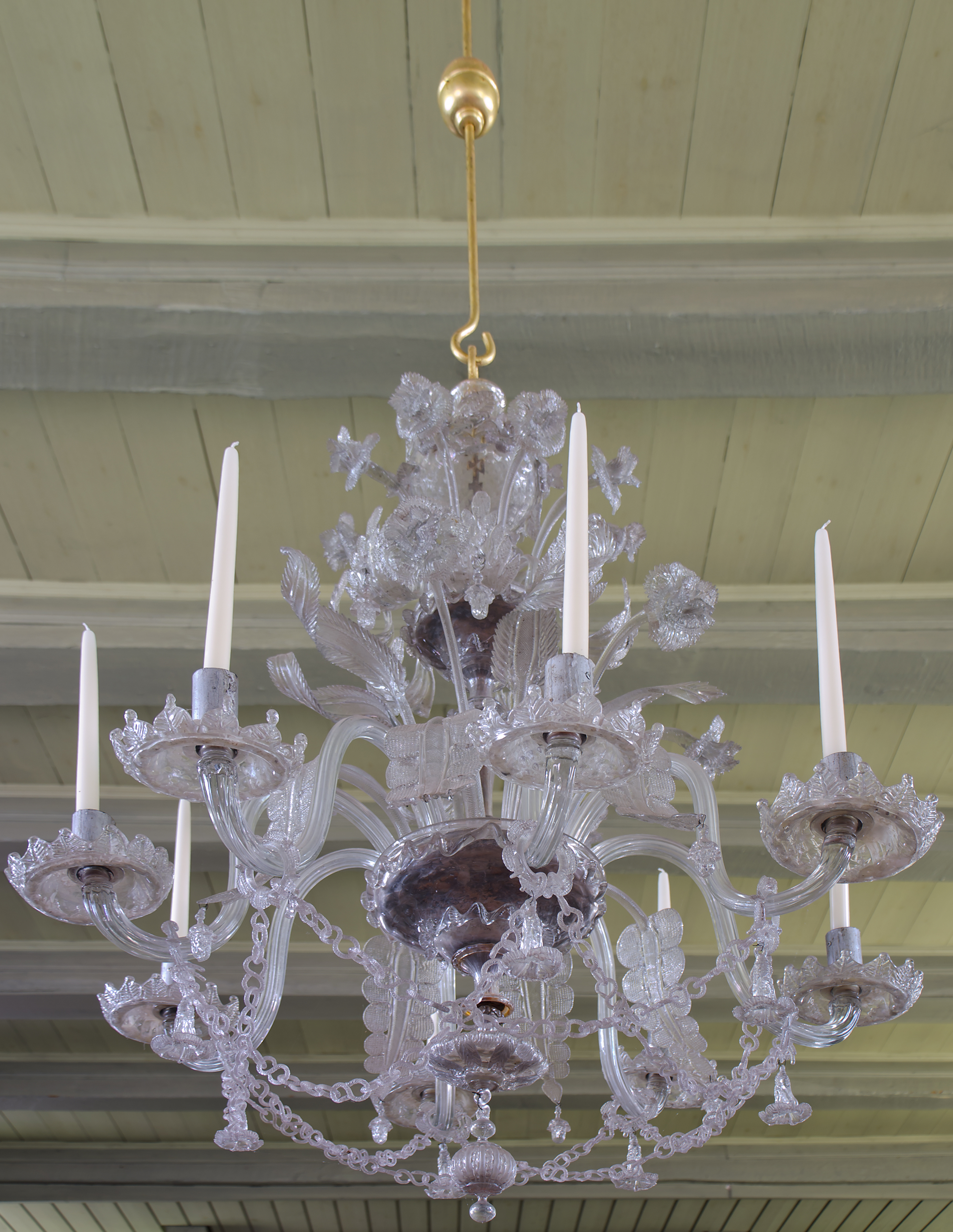
Kronleuchter

### Glasmalerei
In den Fenstern sind mehrere Wappenscheiben eingearbeitet: fünf von 1594, eine von 1650 und ein Paar von 1641. Die Kirche erhielt 2009 einen Zyklus von neun neuen Glasfenstern von Jochem Poensgen. In diesem Zuge wurden die Wappenscheiben in den westlichen Fenstern des Kirchenschiffs zusammengezogen. Die alten Fenster wurden zur Wiederverwendung nach Reichenbach in Schlesien abgegeben.

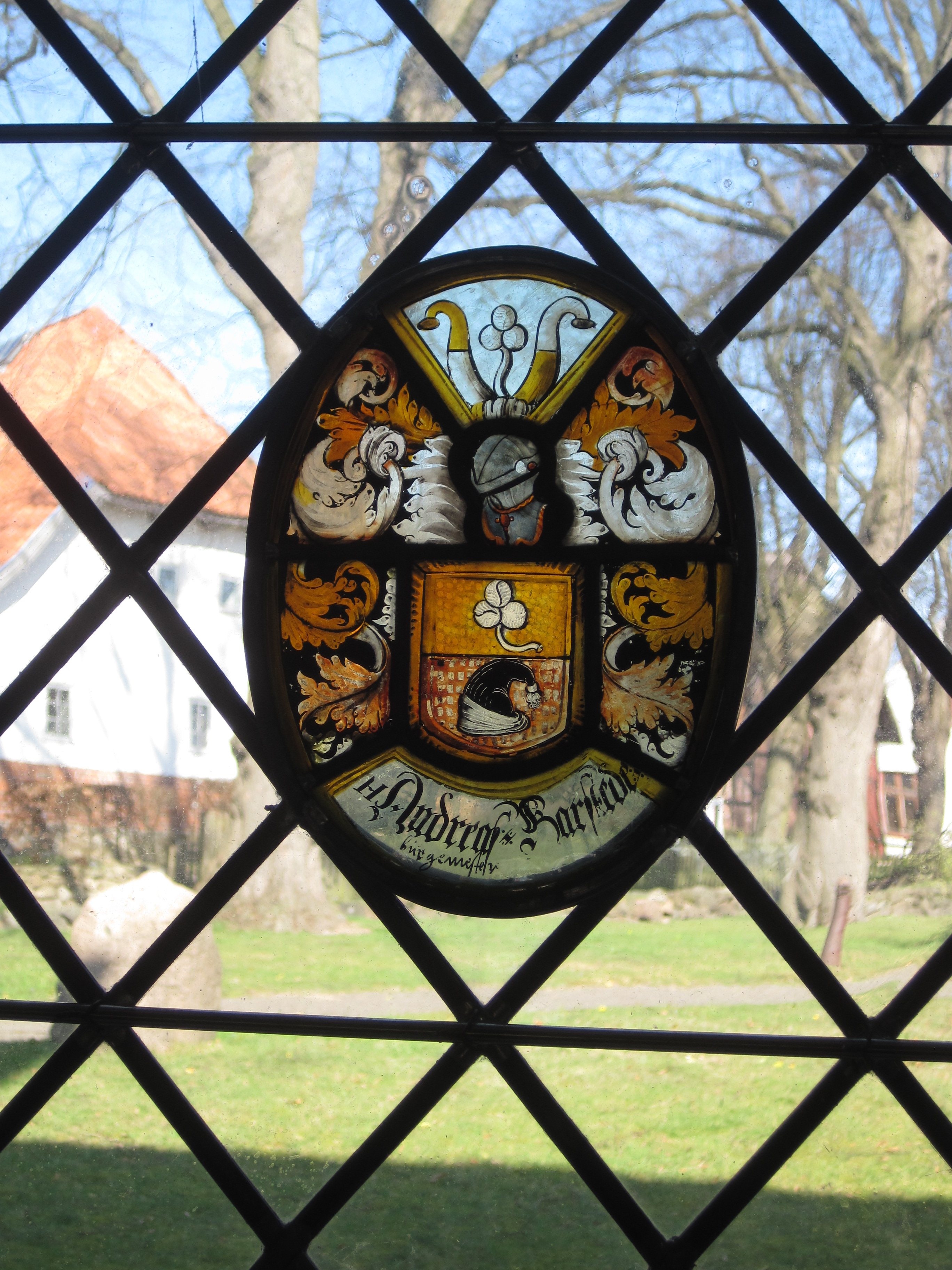
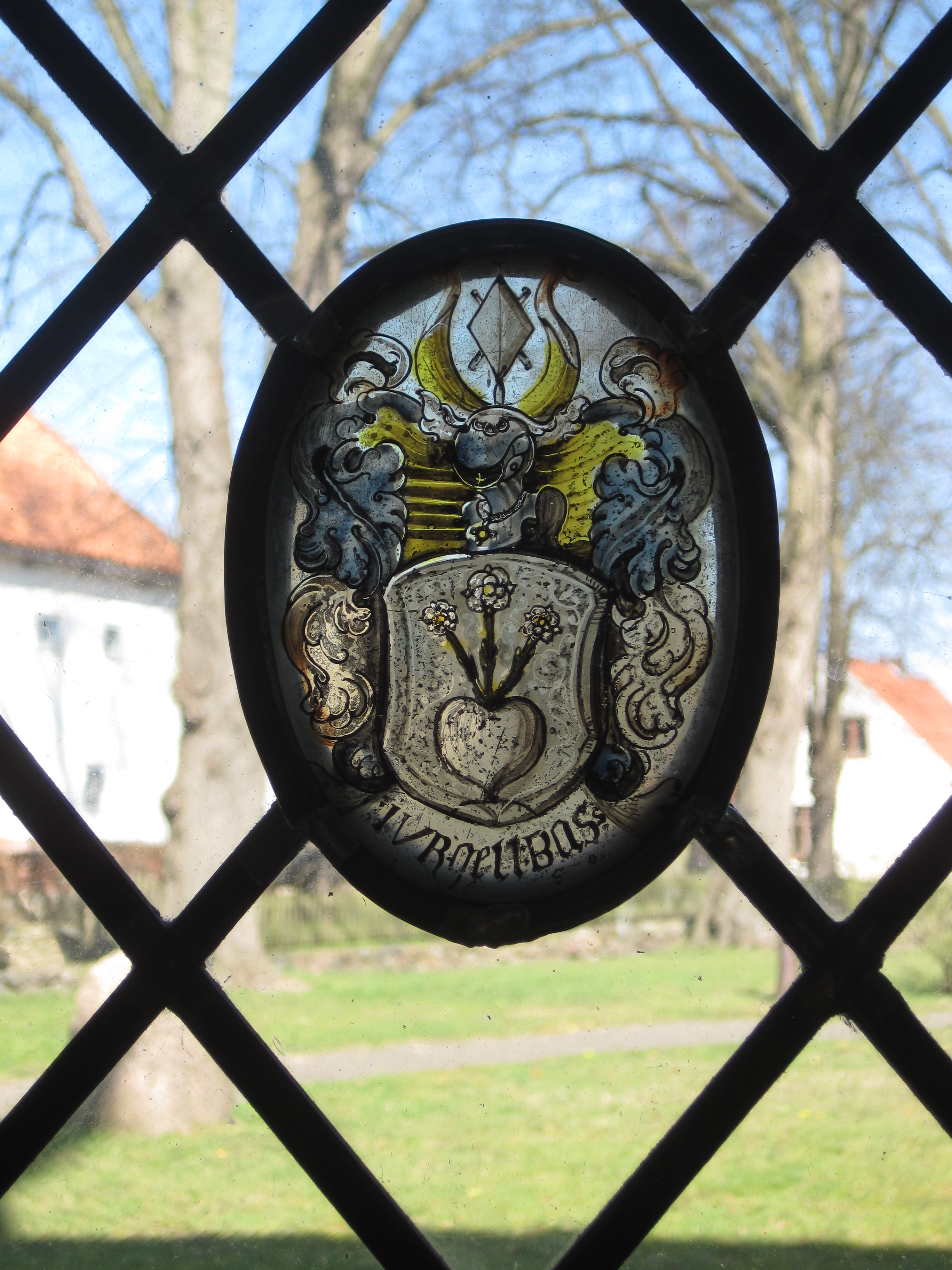
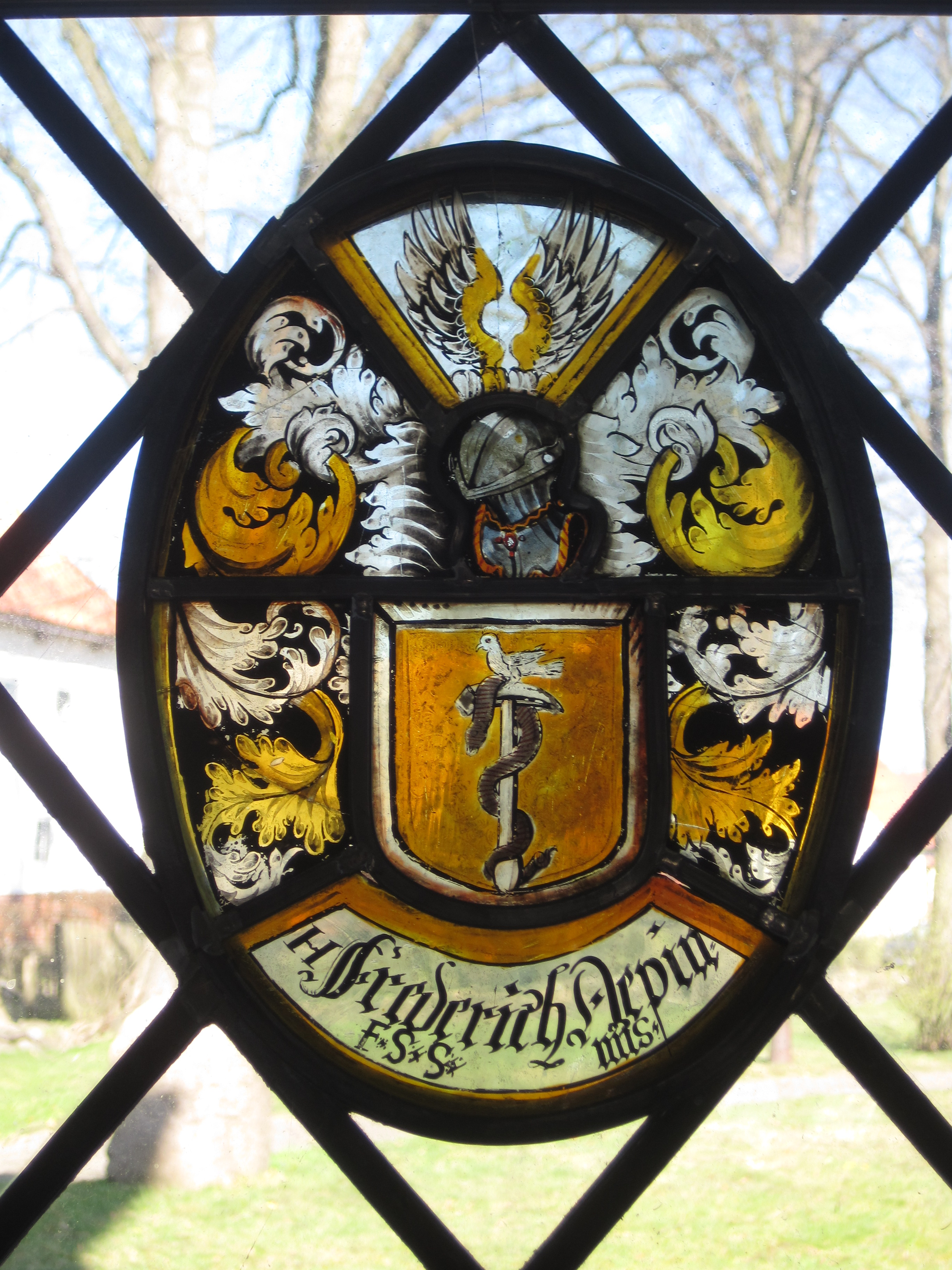
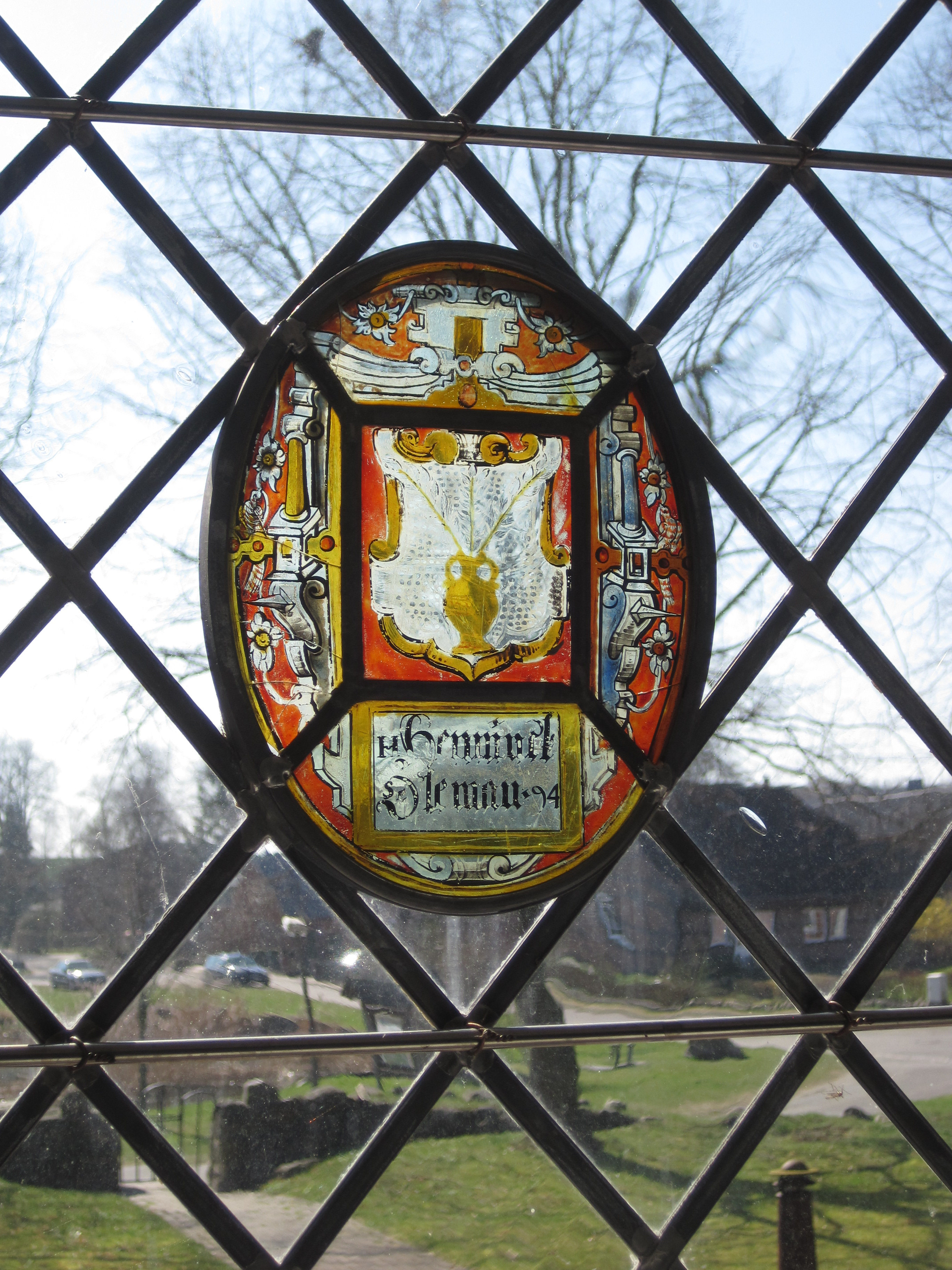
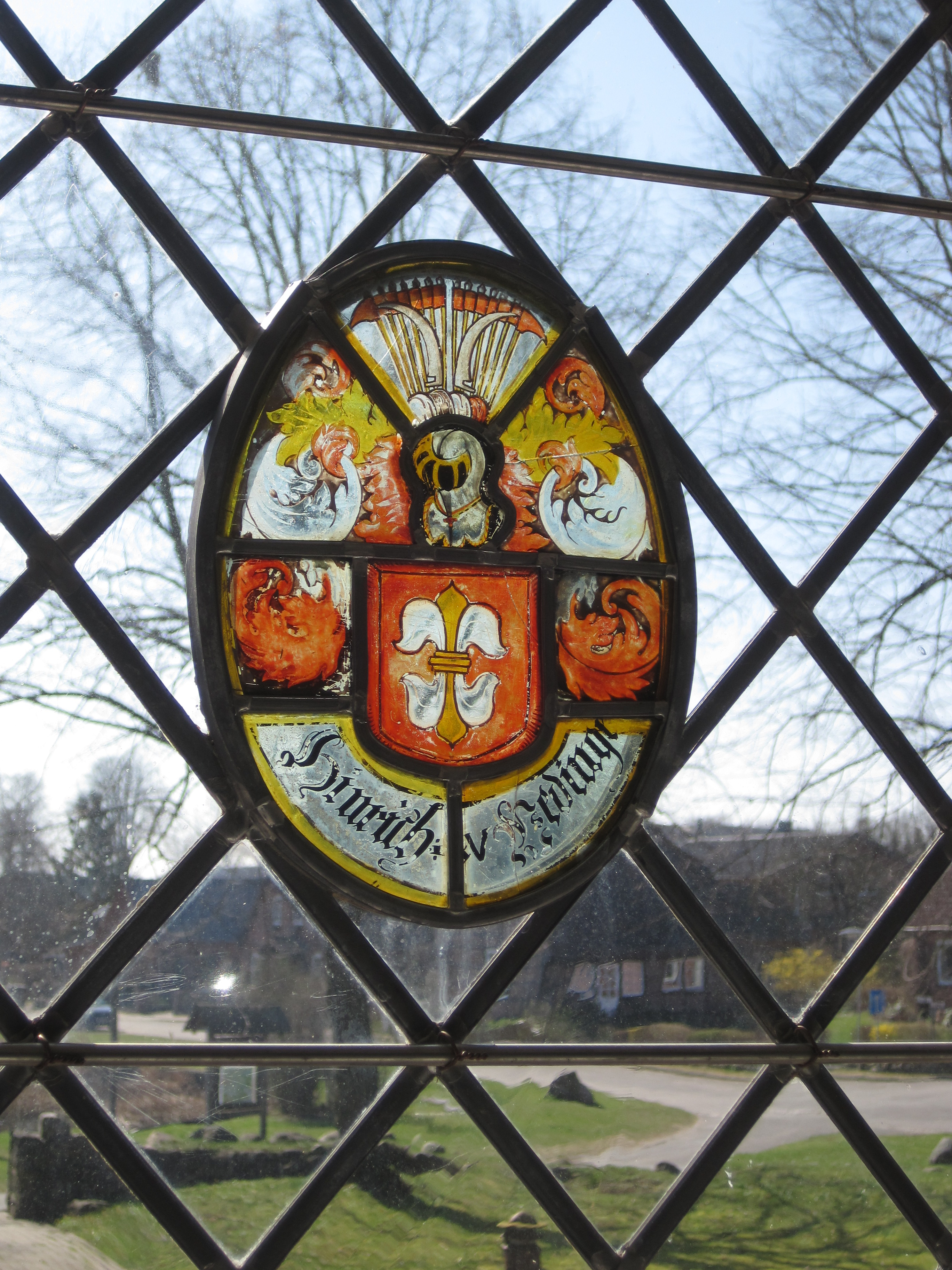
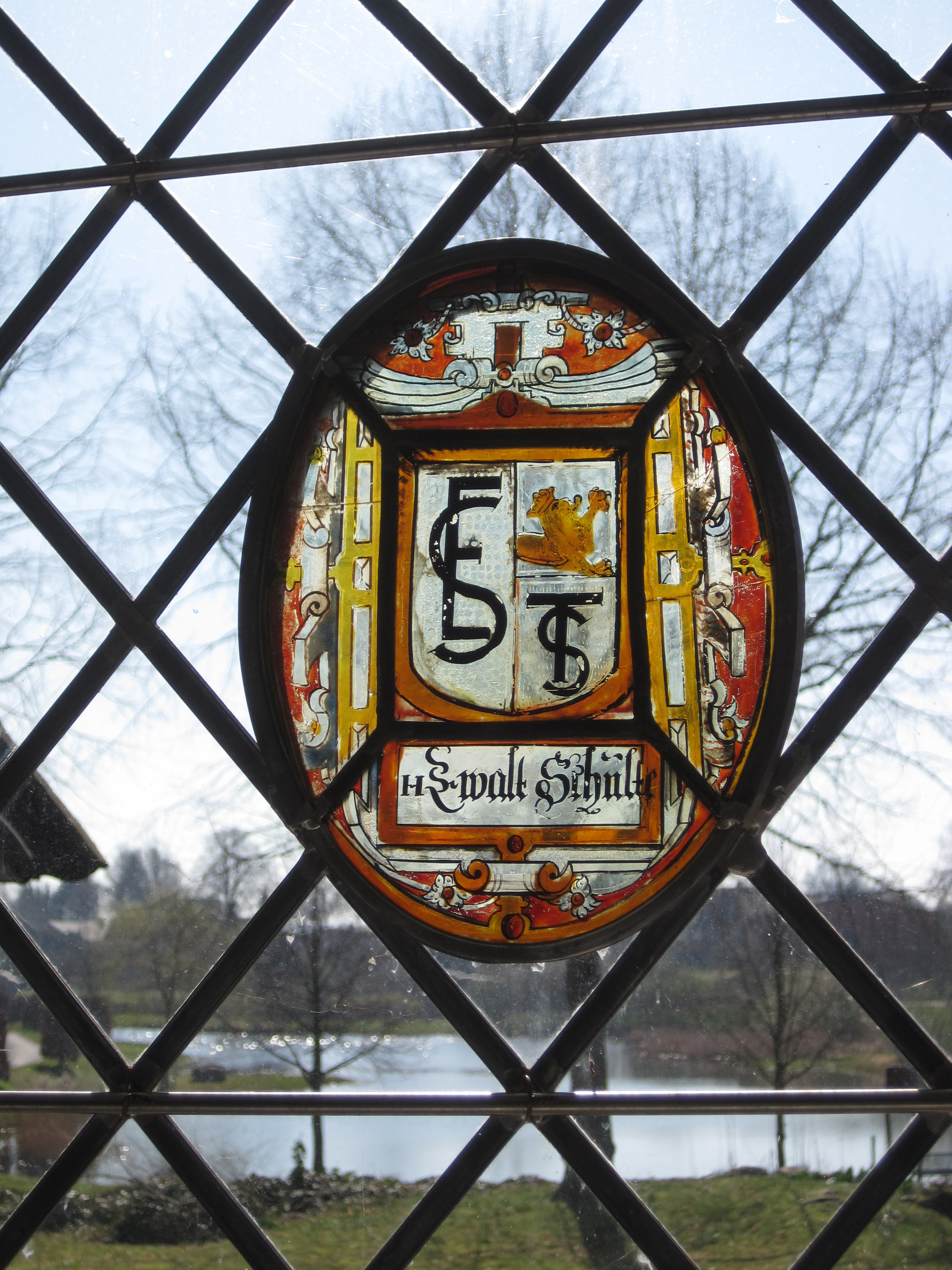

### Orgel

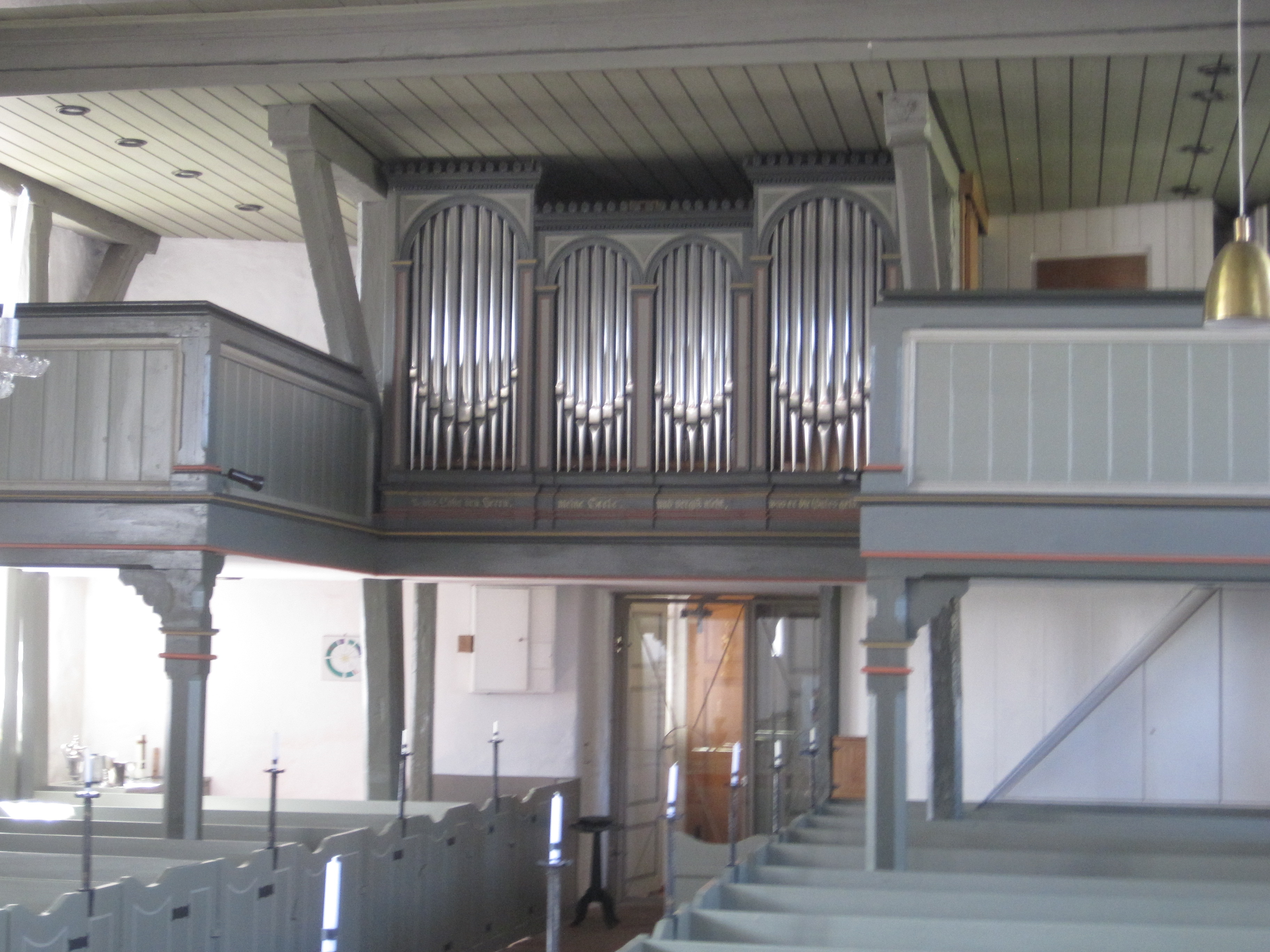
Blick zur Orgel (2012)

Die vorletzte Orgel wurde 1881 vom Stralsunder Orgelbauer Friedrich Albert Mehmel erbaut – zusammen mit dessen nicht erhaltener Orgel im Ratzeburger Dom. Sie wurde im Zuge der Kirchenrenovierung 1987 durch eine Rieger-Orgel mit zehn klingenden Stimmen auf einem Manual und einem Pedal hinter dem alten Prospekt der Mehmel-Orgel ersetzt. Rieger verwendete Teile der Mehmel-Orgel als Ausleihinstrument. Dadurch wurde ihr Spieltisch 1994 als Requisite zur vorarlbergischen Dorforgel im Film Schlafes Bruder.
| Manualwerk C–g3 |           |    |
| 1.              | Prinzipal | 8′ |
| 2.              | Gamba     | 8′ |
| 3.              | Gedackt   | 8′ |
| 4.              | Oktave    | 4′ |
| 5.              | Rohrflöte | 4′ |
| 6.              | Oktave    | 2′ |

| (Fortsetzung Manualwerk) |                |       |
| 7.                       | Quinte         | 1 ⁄3′ |
| 8.                       | Sesquialter II | 2 ⁄3′ |
| 9.                       | Mixtur III     | 1'    |
|                          | Tremulant      |       |
|                          | Zimbelstern    |       |

| Pedalwerk C–f1 |        |     |
| 10.            | Subbaß | 16′ |

- Koppel: Pedalkoppel

### Glocken
Eine der drei Glocken im Turm wurde als Bronzeglocke 1729 vom Lübecker Ratsgießer Lorenz Strahlborn gegossen. Sie hat einen Durchmesser von 42 cm und ist mit einem Akanthus-Fries und Inschriften geschmückt.

## Gemeinde

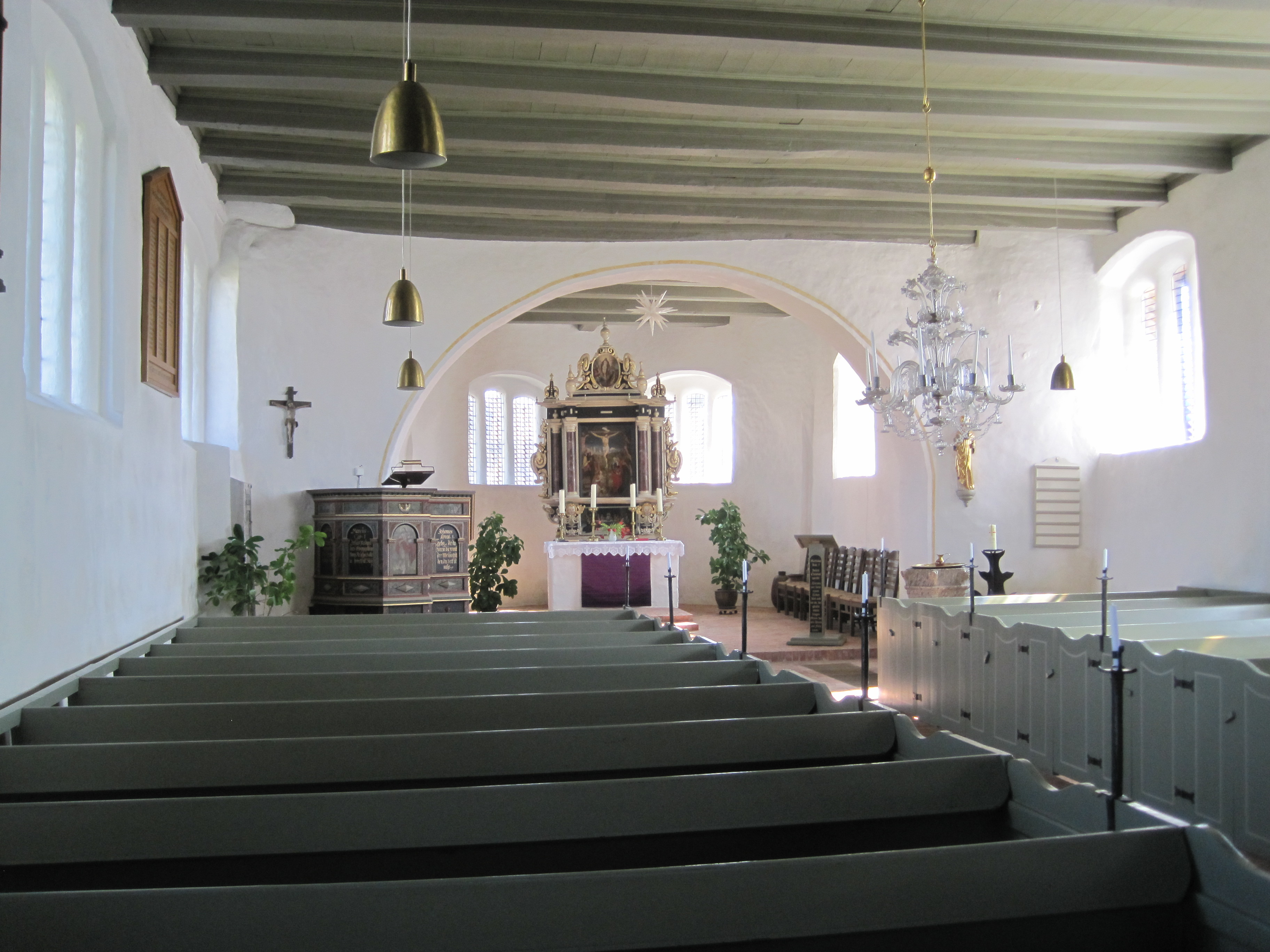
Blick durch den Innenraum zum Altar (2012)

Zur Kirchengemeinde gehören neben Ziethen noch Mechow, Wietingsbek und Teile von Bäk. Mit dem Barber-Ljaschtschenko-Abkommen wurde das Kommunalgebiet und damit auch das Gebiet der Kirchengemeinde aus Mecklenburg herausgelöst und kam in die Verwaltung des Kreises Herzogtum Lauenburg. Die Kirchengemeinde Ziethen blieb zusammen mit dem Ratzeburger Dom Teil der Evangelisch-Lutherischen Landeskirche Mecklenburgs, die jedoch nach Gründung der DDR an der Verwaltung gehindert war und deshalb 1954 per Kirchengesetz den Verwaltungsbezirk Ratzeburg schuf und dessen Verwaltung der Landeskirche Schleswig-Holstein übertrug. In dieser Zeit war die Pfarrstelle mit der des Dompropstes verbunden.
Das dingliche Kirchenpatronat mit der Verantwortung für die Baulast von Kirche, Kirch- und Pfarrhof lag von Anfang an bei der Domäne Mechow und seinen Eigentümern, zuletzt dem Land Mecklenburg. Das Fortbestehen des Patronats mit seinen Pflichten wurde zu Zeiten der Treuhandverwaltung der Domäne durch die Bundesrepublik Deutschland gutachterlich festgestellt.
Nach der Bildung der Nordelbischen Kirche wurde am 23. September 1980 ein Vertrag zwischen den beiden Kirchen geschlossen, der die Domgemeinde und die Gemeinde Ziethen der Nordelbischen Kirche zuordnete, ohne ihren Rechtsstatus zu ändern. Nach der Wiedervereinigung blieb diese Zuordnung zunächst erhalten; nach jahrelangen Diskussionen wurde die Kirchengemeinde Ziethen zum 1. Januar 1998 kirchenrechtlich vollständig aus Mecklenburg aus- und der Nordelbischen Kirche angegliedert.
Die Kirchengemeinde Ziethen ist Eigentümerin des Garrensees, der 1595 zur Erstausstattung gehörte und die Fischversorgung als Fastenspeise sicherstellen sollte.

## Kirchhof und Pfarrhof
Der Kirchhof ist von einer Feldsteinmauer in Trockenmauerwerk umschlossen, die um 1600 vom damaligen Dompropst Bernhard von Danneberg errichtet wurde.

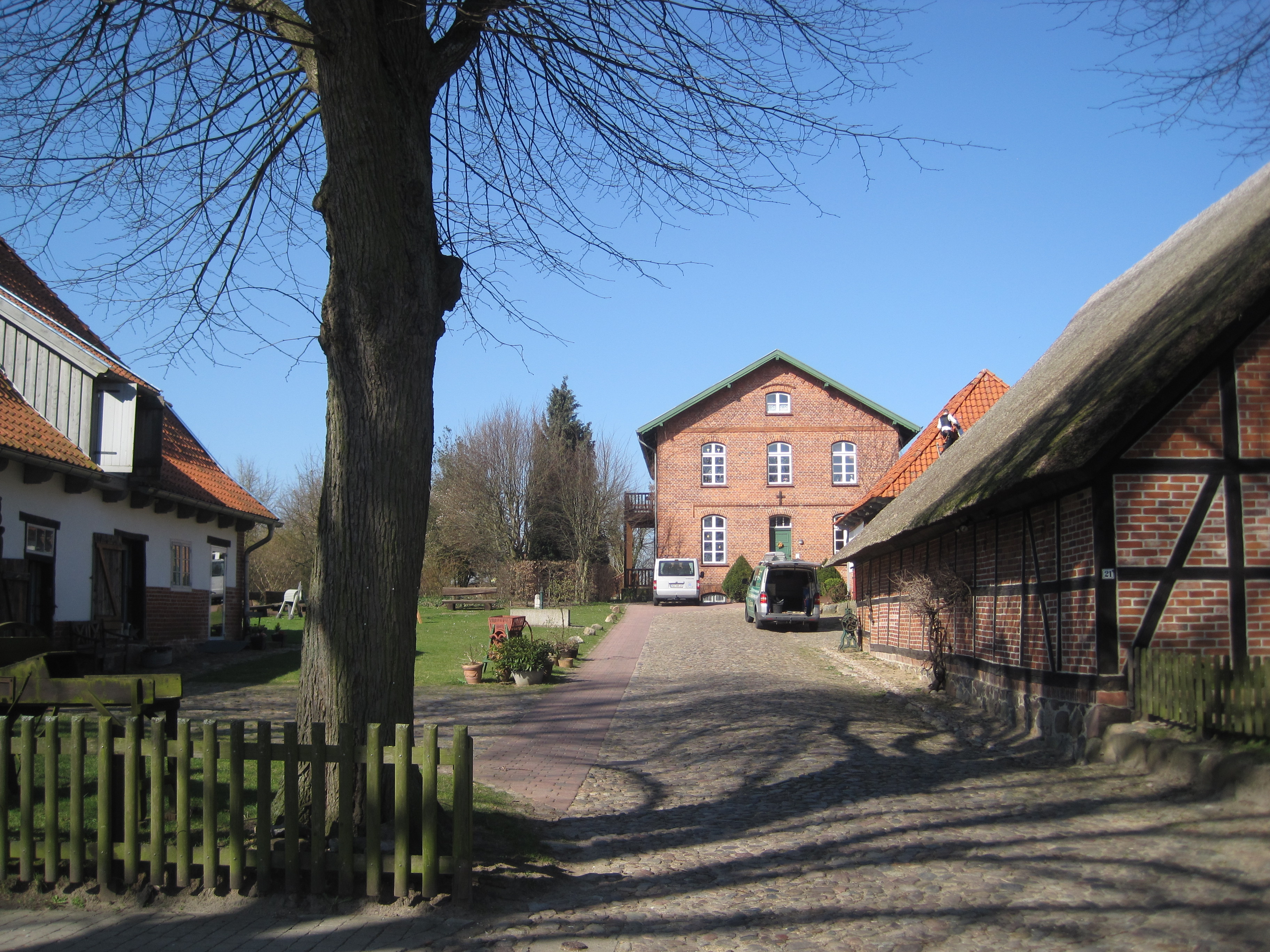
Pfarrhof

Der Pfarrhof ist ein denkmalgeschütztes Ensemble mit Pastorat, dem ehemaligen Viehhaus, einer mit Reet gedeckten Fachwerkscheune vom Anfang des 19. Jahrhunderts, der hinter der Scheune stehenden Remise und Resten eines Wirtschaftsgartens aus dieser Zeit. Die Gesamtanlage wurde 2003 saniert und enthält im alten Viehhaus heute eine Heuherberge und ein Café.

## Geistliche
- Johann Christian Friedrich Dietz (1765–1833), 1812–1833 Pastor in Ziethen